# Volfštejn
Volfštejn je zřícenina hradu necelé dva kilometry jihozápadně od Černošína v okrese Tachov. Nachází se na jihovýchodním výběžku Vlčí hory v nejvýchodnější části katastrálního území Třebel. Od roku 1964 je chráněna jako kulturní památka.
Hrad byl založen nejspíše v první polovině třináctého století. Po celou dobu své existence byl sídlem pánů z Volfštejna, kteří na něm žili až do roku 1460, kdy se přestěhovali na blízký Třebel. Nejstarší částí hradu je okrouhlý bergfrit s pozdně románským portálkem.

## Historie

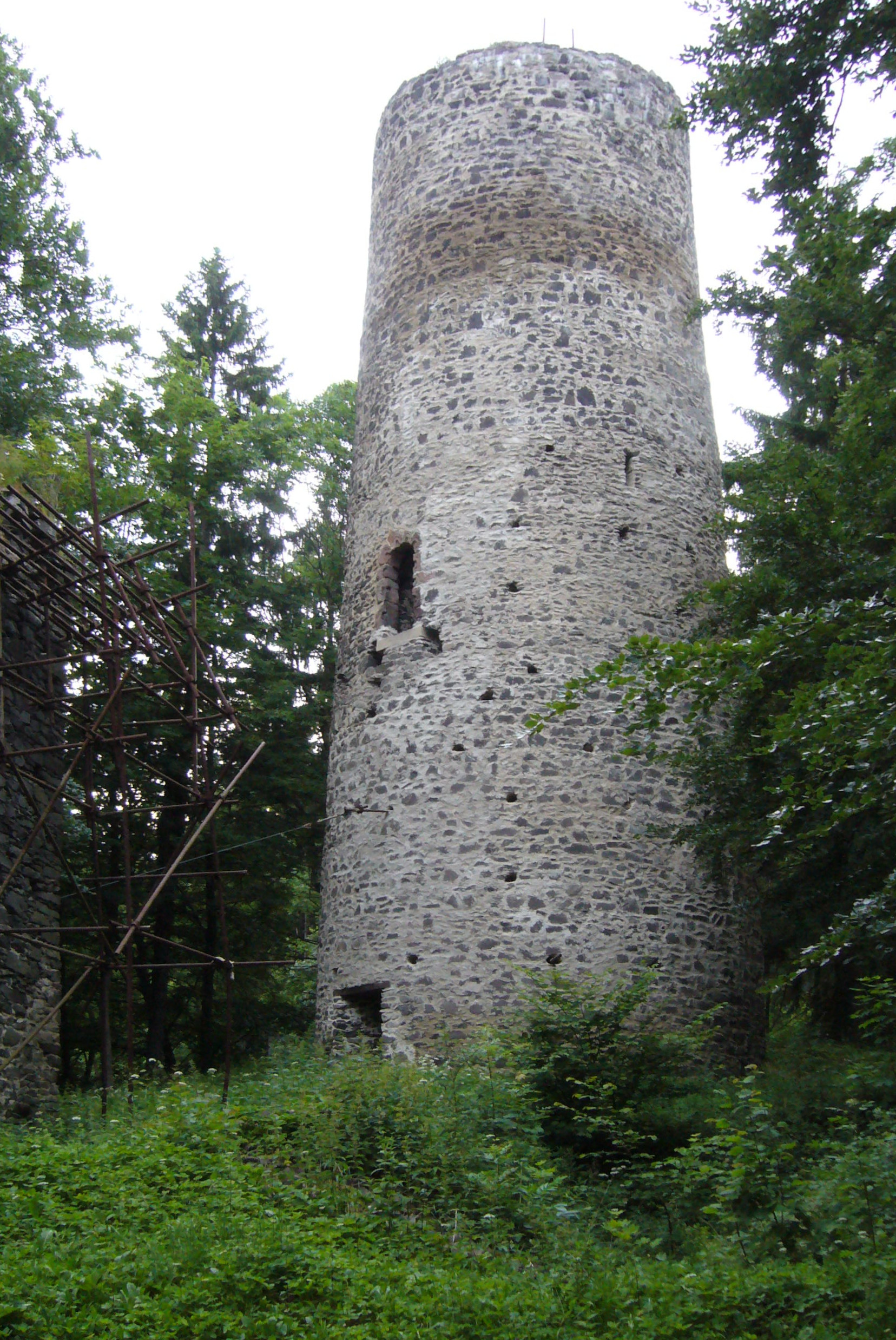
Bergfrit

Hrad byl založen v první polovině třináctého století. K nejstarší stavební fázi lze spolehlivě zařadit pouze okrouhlou věž, jejíž příslušnost k pozdně románské architektuře dokládá vstupní portálek. První písemná zmínka o Volfštejně pochází z roku 1316, kdy hrad patřil Benedovi z Volfštejna, který toho roku u zemského soudu zažaloval Dluhomila a Bedřicha z Brodu za to, že zavraždili jeho otce Ctibora z Volfštejna.
Páni z Volfštejna byli příbuzní s pány ze Svojšína a s pány z Třebele. V erbu měli příčné pruhy a jejich klenotem byla vlčí hlava, případně celý vlk. K jejich rodu patřili ve druhé polovině čtrnáctého století bratři Protiva, Beneda a Ctibor z Volfštejna. Protiva získal statky v okolí Plas a majetkově se od zbývajících bratrů oddělil. O Volfštejn se tak dělili Beneda se Ctiborem. Ctibor zemřel nejpozději roku 1360 a jeho podíl zdědil stejnojmenný syn. Beneda poté získal od císaře Karla IV. potvrzení, že v případě Ctiborova úmrtí před dosažením dospělosti připadne synovcův podíl jemu jako manství.
Poslední zmínka o Benedovi je z roku 1360 a dalších téměř čtyřicet let se hrad v historických pramenech neobjevuje. Teprve v roce 1396 byl jeho majitelem Oldřich z Volfštejna, který vykonával patronátní právo k černošínskému kostelu. Na začátku patnáctého století hrad patřil bratrům Vilémovi a Benedovi z Volfštejna. Roku 1406 uzavřeli mírovou dohodu s bavorskými vévody a o tři roky později společně určovali faráře v Černošíně. Někdy v té době se majetkově oddělili. Beneda získal Prostiboř, zatímco Vilém si ponechal Volfštejn.

Půdorys hradu od Vojtěcha Krále z Dobré Vody publikovaný Augustem Sedláčkem v roce 1905. Budovu (č. 4), kterou August Sedláček označil jako stáje se sýpkou, považoval Tomáš Durdík za palác.

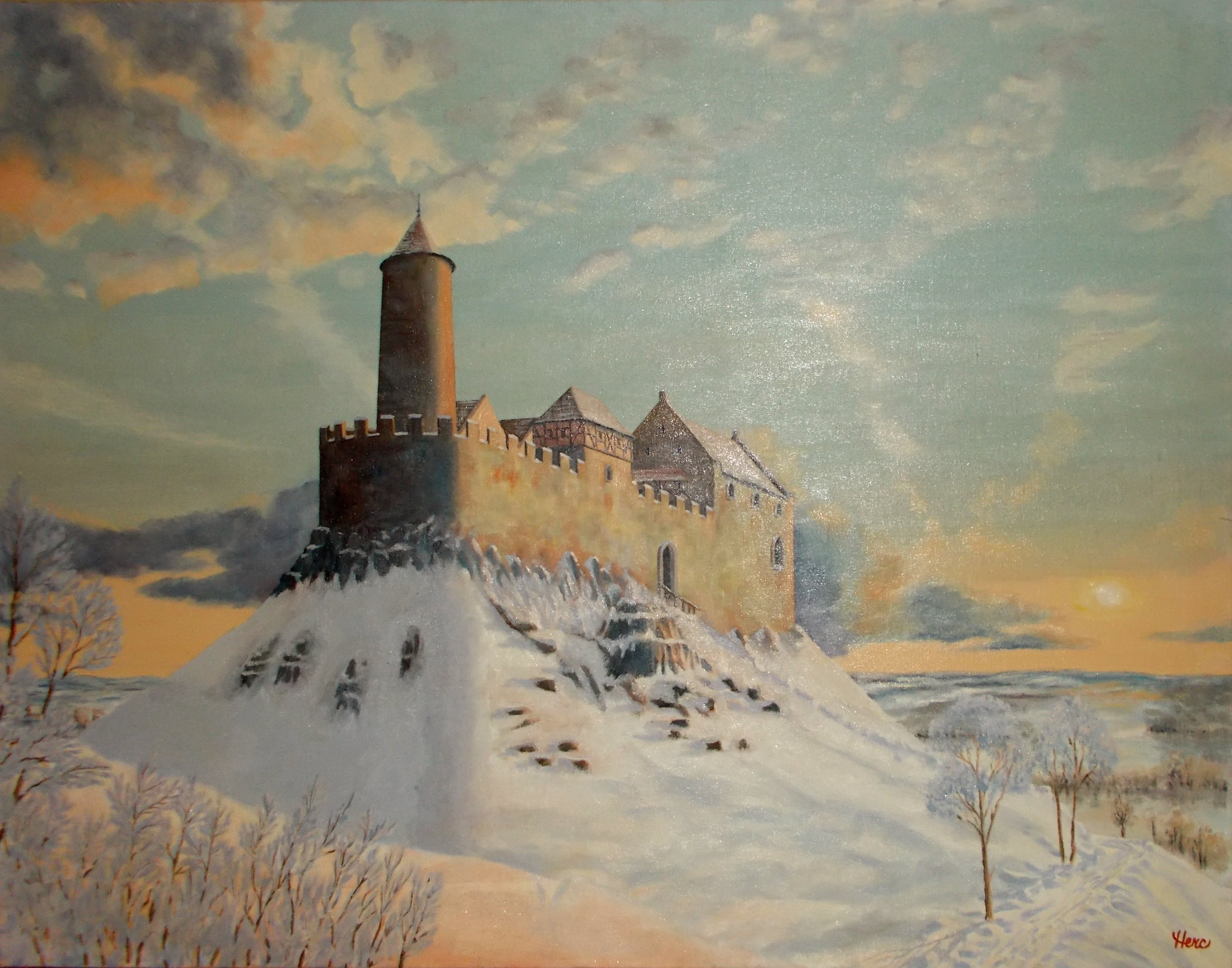
Rekonstrukce podoby hradu na obrazu L. Herce

Během husitských válek stál Vilém na katolické straně a za své služby dostal od císaře Zikmunda do zástavy řadu statků. Roku 1415 získal od Heřmana z Nečtin do zástavy část hradu Buben a roku 1437 přenechal tento statek synům Ctiborovi, Vilémovi a Janovi z Volfštejna. Vilém nejspíše brzy zemřel, Ctibor sídlil až do smrti v roce 1463 v Hostouni a Volfštejn zůstal Janovi. Jan dostal roku 1460 do zástavy nedaleký hrad Třebel. Podle smlouvy měl být Třebel vyplacen po dvaceti letech, ale nikdy k tomu nedošlo, a hrad tak zůstal pánům z Volfštejna. Samotný Jan začal v roce 1461 používat přídomek z Třebele, a Volfštejn se stal součástí třebelského panství.
Podle Tomáše Durdíka Volfštejn zanikl během bojů zelenohorské jednoty s králem Jiřím z Poděbrad koncem roku 1470. Roku 1527 se měla na Volfštejně odehrát jakási blíže nejasná schůzka bratrů Jiřího a Šebestiána z Banbachu. Při té příležitosti byl hrad označen jako pustý.

## Stavební podoba
Volfštejn patří mezi hrady bergfritového typu. Ačkoliv je stáří jednotlivých budov nejasné, jako celek nebyl hrad významně přestavován, a dochované pozůstatky tak odrážejí středověkou podobu.
Hrad má téměř oválný půdorys. V čele dispozice stojí okrouhlý bergfrit s plochostropým interiérem. Jedno z pater věže vytápěl krb. Na protější straně hradu stál palác, jehož zrícenina dosahuje výšky dvou pater. Ve zdivu paláce se objevují druhotně použité architektonické články, a proto je možné, že stavba pochází až z pozdějších stavebních fází. U východní hradby pod věží stála torzálně dochovaná dvouprostorová budova a naproti ní věžovitá stavba s čtverhranným půdorysem.
Při dendrologickém výzkumu lešení nalezené při opravách velké věže bylo zjištěno, že jasany, použité na stavbu, byly pokáceny mezi lety 1260–1262 (1261–1262).

## Turistika
Hrad je přístupný po žlutě značené turistické trase z Černošína do Třebele. Jižně od zříceniny se nachází přírodní rezervace Pod Volfštejnem a dále na severovýchod přírodní památka Černošínský bor.